# Роха, Фрицо
Фри́цо Ро́ха (н.-луж. Fryco Rocha, 29 января 1863 года, Турей, Германия — 24 апреля 1942 года, деревня Кингмюль, ГДР) — серболужицкий писатель, поэт, педагог и культурный деятель. Писал на нижнелужицком языке.

## Биография
Родился 29 января 1863 года в крестьянской семье в серболужицкой деревне Турей. С 1882 года по 1885 год обучался в педагогическом училище в Стара-Дарбне, после чего работал до 1890 года в деревне Голькойцы. С 1891 года по 1915 год учительствовал в деревне Турей и с 1915 года по 1924 год — в деревне Кибуш. с 1910 по 1914 год редактировал журнал «Wósadnik». В 1924 году вышел на пенсию.
Будучи молодым учителем в деревне Голькойцы начал писать стихотворения. Принимал активное участие в культурной жизни лужичан. Был членом серболужицкого культурно-просветительского общества «Матица сербская». Долгое время был заместителем председателя «Матицы сербской». В 1894 году организовал II певческий съезд лужицких хоров. Редактировал сборник церковных лютеранских песнопений «Wosadnik». В 1908 году был редактором журнала «Časopis Maćicy Serbskeje». В 1908 году издал в Будишине свой первый поэтический сборник «Wěnašk dolnoserbskich pěsnjow».
С 1931 года по 1933 год редактировал газету «Nowy Casnik». После прихода к власти нацистов, чтобы сохранить газету, опубликовал несколько хвалебных статей, прославляющих новый режим, однако, несмотря на это газета была запрещена 29 июля 1933 года.
Скончался 24 апреля 1942 года.

## Сочинения
- Wěnašk dolnoserbskich pěsnjow, Bautzen 1908.

Посмертные издания
- Pěsni, wulicowanka a godanja, Berlin 1955.
- Wobraz mojogo žywjenja, Berlin 1956.